# Irene de Roma
Irene de Roma (Roma, s. III - 288 o 304) fue un dama romana, cristiana, que ayudó a San Sebastián de Roma junto con Lucina. Ambas son veneradas como santas por todo el cristianismo, aunque se duda de su historicidad.

## Biografía
Era esposa, según la tradición, de Cástulo, funcionario del emperador Diocleciano que, cristiano, había sido muerto por orden del emperador por no querer abjurar de su fe, hacia el 286.
Dos años más tarde, Irene, también cristiana, ayudó al joven Sebastián, que había sido martirizado. Asaeteado, había sido dado por muerto, pero Irene y su esclava Lucina recogieron al joven moribundo y lo llevaron a su casa, donde Irene lo cuidó hasta que curó de las heridas. A pesar de que Irene dijo a Sebastián que se fuera de Roma, el soldado quiso volver a enfrentarse al emperador, declarando su fe, siendo detenido y decapitado.
Según la tradición, Sebastián apareció en sueños a Lucina y le reveló dónde estaba su cuerpo, que había sido arrojado a la Cloaca Máxima; Lucina lo recuperó y lo enterraría, en el lugar donde después se excavaron las Catacumbas de San Sebastián.
No se sabe nada más de su vida, y se duda que existiera realmente, ya que las fuentes que hablan son tardías y siempre ligadas a la leyenda de San Sebastián.
Se veneró como santa desde los primeros tiempos del cristianismo oficial, y se consideró patrona y protectora de los enfermos.

## Galería de imágenes

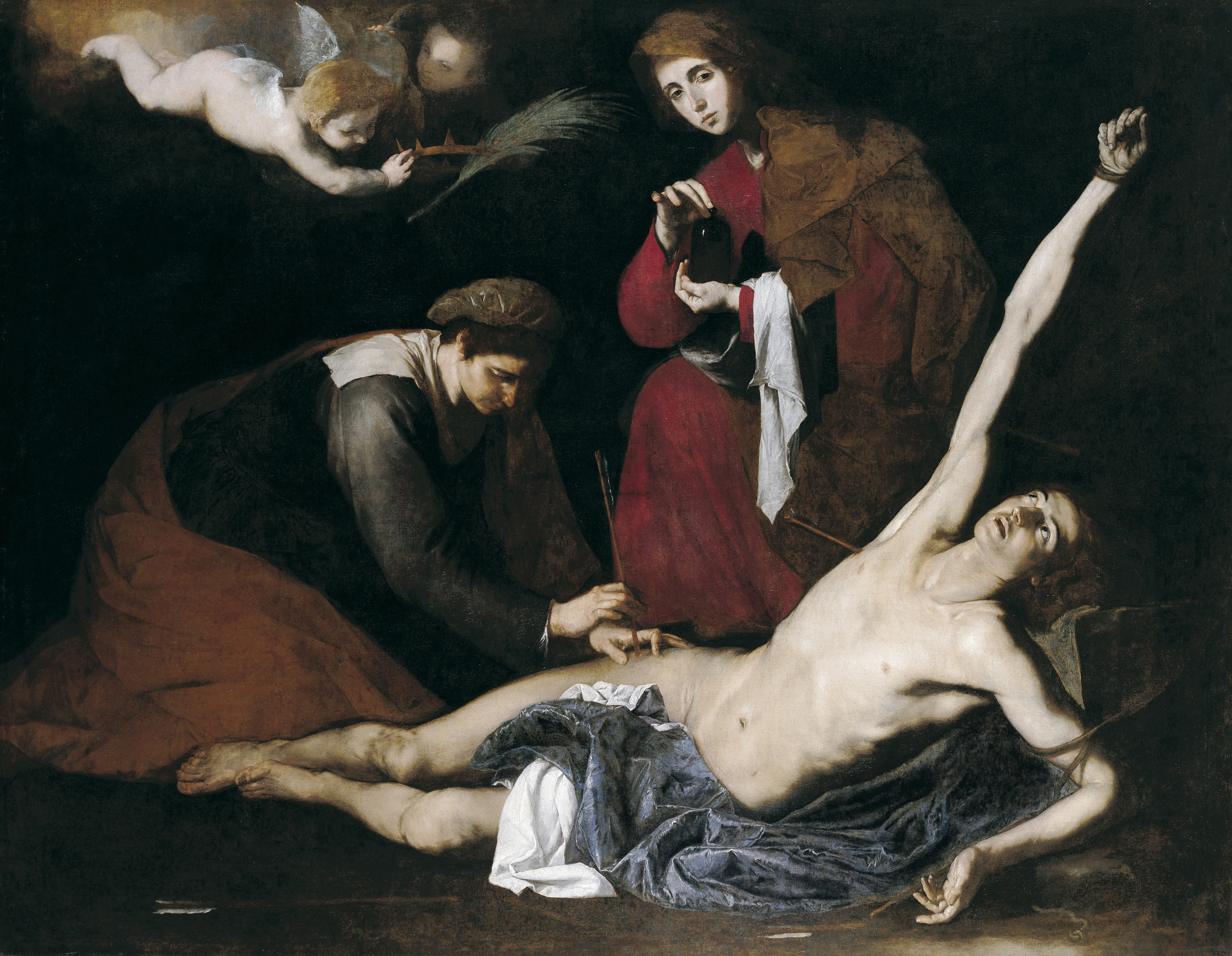
Irene y Lucina con San Sebastián, por Jose Ribera, s. XVII (Bilbao, Museo de Bellas Artes)
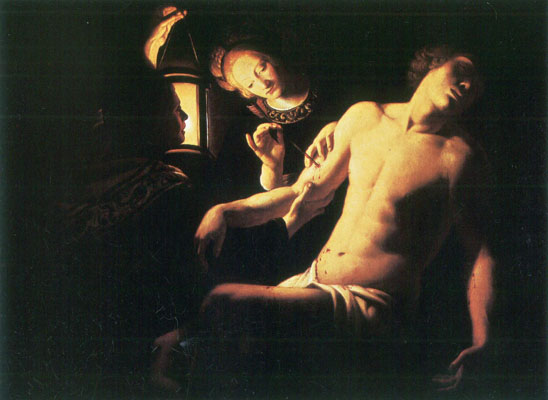
Irene y Lucina curando las heridas de San Sebastián, por Trophime Bigot
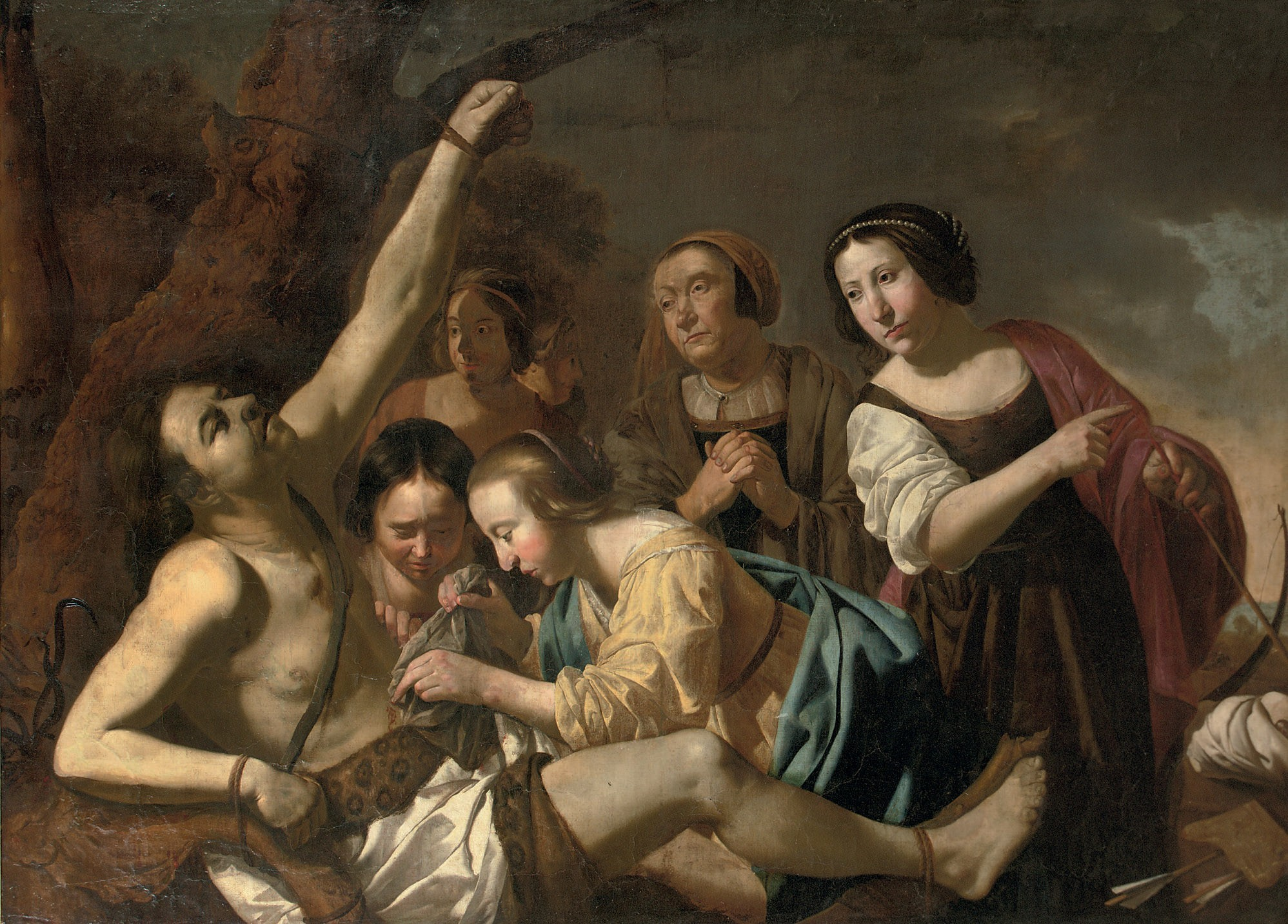
Pintura de Jan van Bijlert, s. XVII
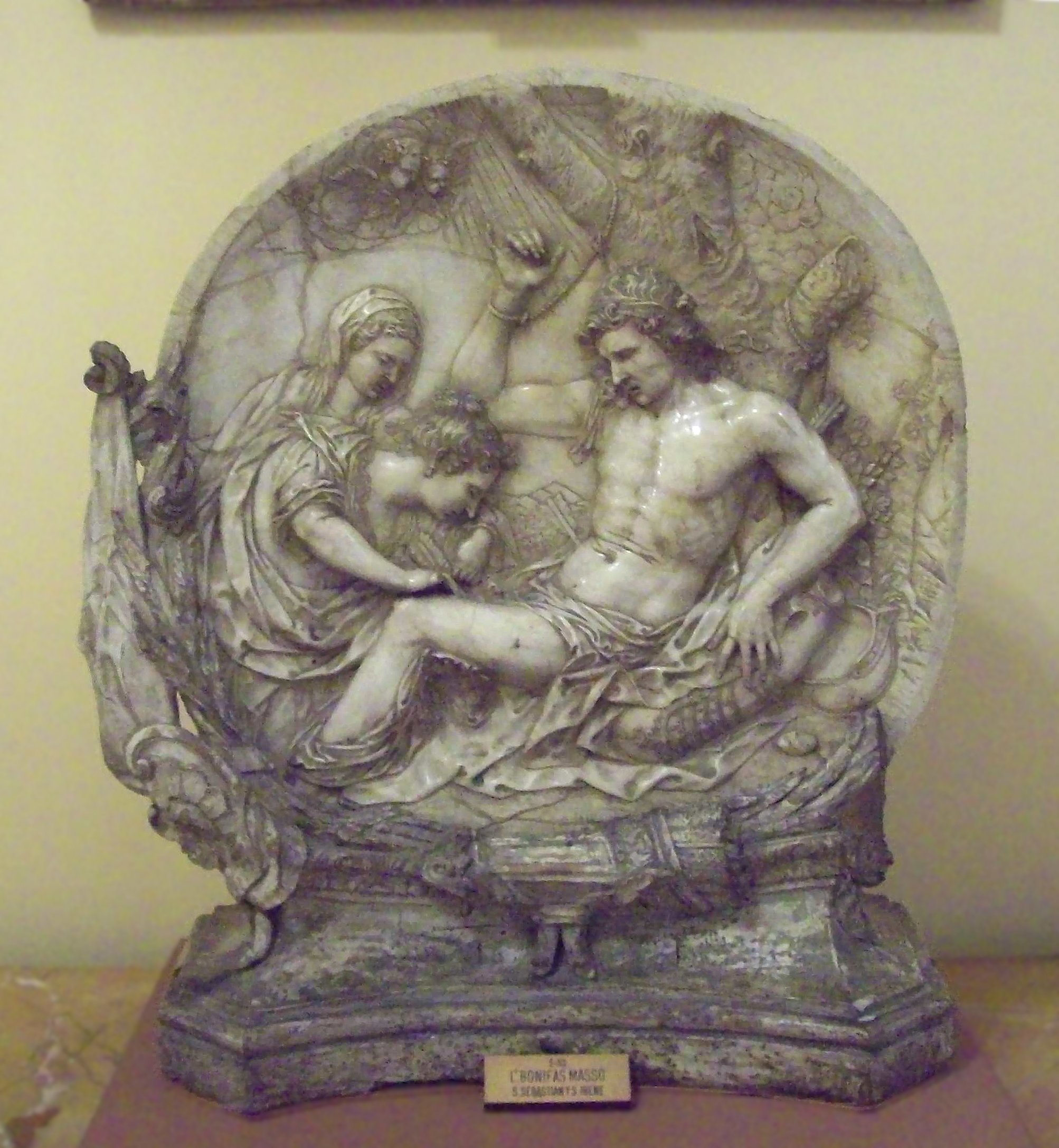
Las dos mujeres con San Sebastián, por Luis Bonifás y Massó, s. XVIII (Madrid, R. Academia de San Fernando)
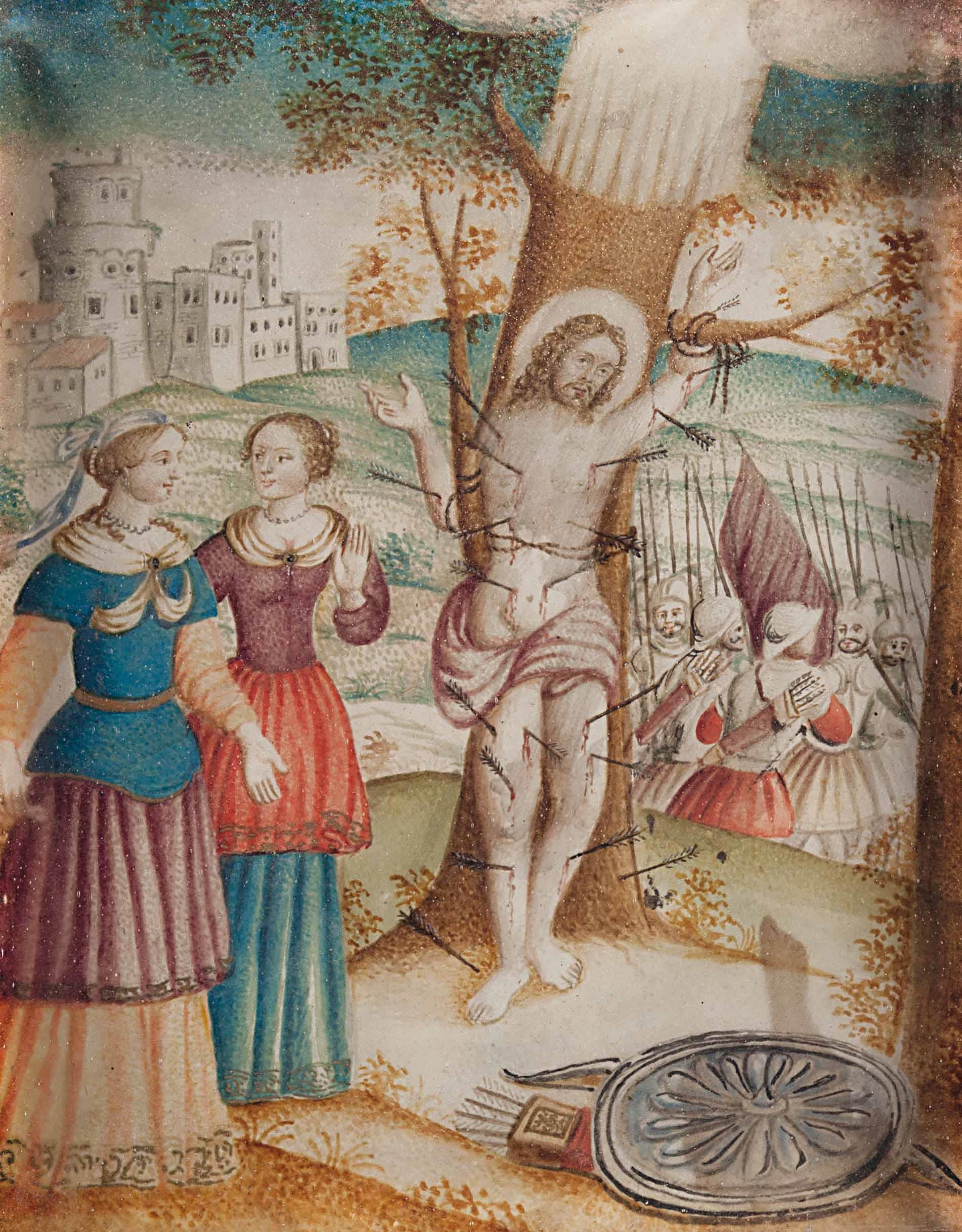
Martirio de San Sebastián con Santa Irene Y Lucina, por Rom y Begleiterin